# Kvantálási zaj

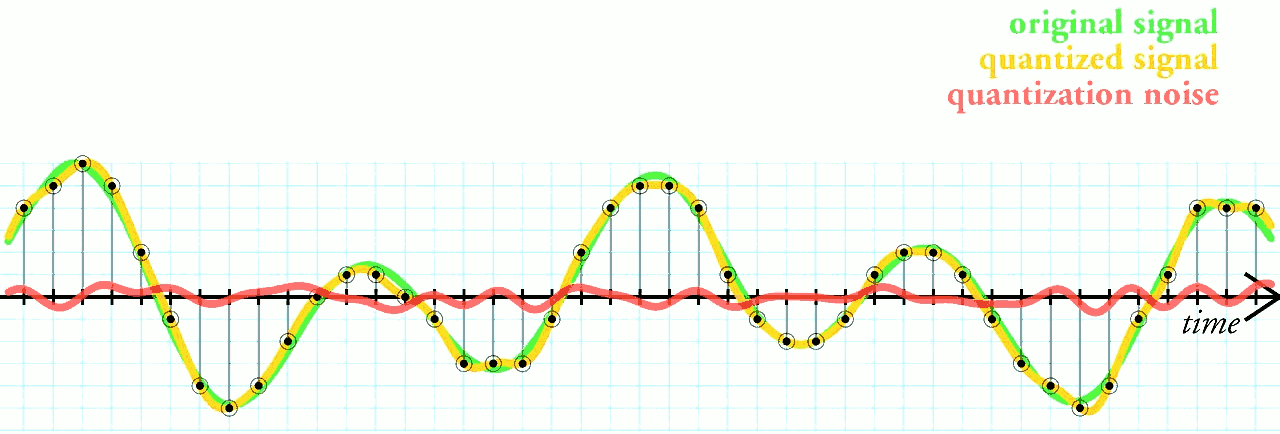
Zölddel az eredeti analóg jelet ábrázoltuk, sárgával a digitalizált változatot, míg pirossal a hiba, ami a kettő különbsége látható. Ez az eredeti jelbe került zajként jelenik meg.

A digitális jelfeldolgozásban a kvantálási zaj egy analóg jel diszkrét értékekre kvantálásakor keletkező hiba egy modellje, amely a hiba spektrumát fehérzajként kezeli.

## A modell
A zajmodell lineáris kvantálóra vonatkozik. A modell három feltételezést tesz a kvantálási hibára:
1. A hiba korrelálatlan a kvantált jellel.
2. A kvantálási hiba egyenletes eloszlású a {\displaystyle [-{\frac {Q}{2}};{\frac {Q}{2}}]} intervallumon, ahol Q a kvantáló egy lépésének nagysága.
3. Spektruma végtelen széles, és teljesítmény-sűrűség függvénye konstans, azaz a zaj fehér.

Ezek a feltételezések jó közelítéssel teljesülnek, de például periodikus jelek koherens mintavételezésekor sérül a korrelálatlanság, ezért a kvantálási hiba spektrumában is megjelennek a jel harmonikusai.

## Ideális kvantáló zaja
Az ideális kvantáló zajának teljesítménye, mivel a hiba egyenletes eloszlású egy Q széles intervallumon,
{\displaystyle P_{N}={\frac {Q^{2}}{12}}}
N bites kvantáló szinuszos kivezérlése esetén a hasznos jel amplitúdója {\displaystyle Q2^{N-1}}, teljesítménye {\displaystyle P_{S}={\frac {Q^{2}2^{2N-2}}{2}}}. Vagyis ideális kvantáló jel-zaj viszonya:
{\displaystyle SNR=10log_{10}{\frac {2^{2N-2}12}{2}}=N10log_{10}4+10log_{10}{\frac {3}{2}}=N6,02+1,76[dB]}